# Matěj Hádek
Matěj Hádek (ur. 29 listopada 1975 w Pradze) – czeski aktor.

## Życiorys
Ukończył Konserwatorium w Pradze. Występował  w wielu teatrach: Divadlo na Vinohradech i grupa teatralna Kašpar w Pradze, Divadlo F. X. Šaldy w Libercu, Východočeské divadlo w Pardubicach. Jest synem znanej czeskiej dokumentalistki Jany Hádkovej i bratem aktora Kryštofa Hádka. 
Laureat Czeskiego Lwa dla najlepszego aktora w filmie Kobry i żmije.

## Filmografia
- 1997: Cesta pustým lesem
- 1997: Niepewne wiadomości o końcu świata
- 2006: Grandhotel
- 2008: Tobruk
- 2014: Bajarz
- 2015: Jan Hus
- 2015: Kobry i żmije